# Vot'permis? Viens l'chercher!
Vot'permis? Viens l'chercher! è un cortometraggio del 1905 diretto da Charles-Lucien Lépine.

## Trama
Un cacciatore che ha appena sparato a un coniglio viene avvicinato da un poliziotto di campagna che gli chiede: "Il tuo permesso?". Il cacciatore gli risponde "Vieni a prenderlo!" e scappa.